# Tempio di Poseidone (Taranto)
Il tempio di Persefone (o Tempio Dorico) è un tempio periptero di ordine dorico situato nella odierna piazza Castello nel centro storico di Taranto. Risulta essere il tempio più antico della Magna Grecia ed è l'unico luogo di culto greco ancora visitabile nel Borgo Antico. 

## Storia
Il tempio è datato al primo quarto del VI secolo a.C.. Si presuppone che la peristasi dorica sia dovuta ad una fase di espansione successiva alla costruzione della cella in quanto non si riscontrano connessioni costruttive nelle fondazioni con il nucleo più antico. Il tempio ha subito saccheggi già in età postantica e parti del tempio sono stati utilizzati per la costruzione di altri edifici.
I ruderi del tempio erano inglobati nella chiesa della SS. Trinità, nel cortile dell'oratorio dei Trinitari, nella casa Mastronuzzi e nel convento dei Celestini. Nel 1700 erano ancora visibili dieci spezzoni di colonne, ma furono rimossi e andarono dispersi durante il rifacimento del convento nel 1729.
Verso la fine dell'Ottocento, l'archeologo Luigi Viola ne studiò i resti ed attribuì il tempio al culto di Poseidone, ma esso è più probabilmente da mettere in relazione con le divinità femminili di Artemide, Persefone o Hera. Altri reperti andarono dispersi con la successiva demolizione del convento nel 1926 e della vicina chiesa nel 1973.

## Descrizione
Le devastazioni e i saccheggi susseguitesi nell'arco dei secoli, nonché il fenomeno del reimpiego, ha reso impossibile il compito di definire la planimetria esatta del tempio. Le 2 colonne di ordine dorico rimaste a testimonianza dell'antico tempio magno-greco, più una base con 3 tamburi o rocchi, furono realizzate in carparo locale ricavato dalla stessa acropoli, e rappresentano il lato lungo della "peristasis" del tempio, i cui resti sono stati individuati nel chiostro e nelle cantine del Monastero di San Michele, che fa da sfondo ai ruderi al fianco di Palazzo di Città.
Sono alte ciascuna 8,47 metri, con un diametro di 2,05 metri e un interasse di 3,72 metri: dall'osservazione dell'area della "peristasis" e dal calcolo del rapporto tra la sua ampiezza e l'interasse, si suppone che il tempio avesse il fronte rivolto verso il canale navigabile, e che fosse costituito da 6 colonne sui lati corti e da 13 sui lati lunghi. Inoltre, sia il profilo del capitello che i "rocchi", molto bassi e sovrapposti senza un perno centrale, fanno risalire i manufatti agli inizi del V secolo a.C.
Tuttavia, la presenza di una piccola fossa vicino alle colonne, nonché le tracce presenti ai bordi della stessa, fanno pensare all'esistenza di una pavimentazione e di un'alzata in legno appartenenti ad un primo edificio di culto, in mattoni crudi e materiale deperibile, costruito alla fine dell'VIII secolo a.C. dai primi coloni spartani. L'area sacra sarebbe stata abbandonata definitivamente alla fine del III secolo a.C., quando la città fu conquistata dai Romani, per poi ritornare ad essere utilizzata nel VI secolo con silos, granai, quando la popolazione si ritirò nella penisola per motivi difensivi. Nel X secolo i resti del tempio avrebbero ospitato un luogo di culto cristiano, mentre dal XIV secolo una parte dell'area fu utilizzata per attività produttive con vasche di decantazione dell'argilla e piccole fornaci.